# Paulo de Morais Barros
Paulo de Morais Barros (Piracicaba, 16 de junho de 1866 — São Paulo, 15 de dezembro de 1940) foi um médico sanitarista e político brasileiro.
Durante a República Velha foi encarregado da Secretaria dos Negócios da Agricultura, Obras Públicas e Comércio do Estado de São Paulo.
Exerceu por cerca de vinte anos a presidência da câmara municipal, tendo sido deputado federal e senador. Neste último cargo, quando em 1937 implantou-se o Estado Novo no país, foi exilado por Getúlio Vargas.
Por nomeação do grande sanitarista Emílio Ribas, exerceu a função de fiscal de higiene em Piracicaba. Quando o estado de São Paulo foi assolado pela epidemia de febre amarela, seu trabalho incansável e profícuo conseguiu manter a cidade livre da epidemia.
Além de ter exercido a medicina, foi um destacado produtor de café na fazenda Pau Dalho e, num trabalho de pioneirismo, processou o cruzamento do gado devon, visando o melhoramento do rebanho bovino.
Foi secretário da Fazenda durante a Revolução de 1932, e também um dos fundadores do Partido Democrático. Sua atuação como militante político foi quase sempre na oposição.